# Liste d'élections au XVIIe siècle

XVIe siècle • XVIIe siècle • XVIIIe siècle
Cet article recense les élections ayant eu lieu au XVIIe siècle. Comme les précédents, ce siècle n'est caractérisé que par trois types d'élections : les conclaves pour élire le pape de l'Église catholique romaine ; les élections législatives pour la Chambre des communes du Parlement du Royaume d'Angleterre ; et les élections au sejm de la république des Deux Nations (Pologne-Lituanie). Il existe également des élections pour le Parlement d'Irlande, État satellite du Royaume d'Angleterre à cette date.
Le XVIIe siècle en Angleterre est caractérisé par les étapes successives d'une lutte d'influence entre les monarques de la dynastie des Stuart et leurs parlements. Elle se conclut par la « Glorieuse Révolution » de 1688 qui entérine le pouvoir du Parlement aux dépens de celui du roi.

## Parlements anglais remarquables auXVIIesiècle
- le Parlement stérile (1614)
- le Parlement heureux (en) (1624)
- le Parlement inutile (en) (1625)
- le Court Parlement (1640)
- le Long Parlement (1640)
- le Parlement bâtard d'Oxford (1644)
- le Parlement croupion (1648)
- le Parlement de Barebone (1653)
- le Premier parlement du Protectorat (en) (1654)
- le Deuxième parlement du Protectorat (en) (1656)
- le Troisième parlement du Protectorat (en) (1659)
- le Parlement de la Convention (1660)
- le Parlement cavalier (1661)
- le Parlement de l'Habeas Corpus (en) (1679)
- le Parlement de l'Exclusion Bill (en) (1680)
- le Parlement d'Oxford (en) (1681)
- le Parlement loyal (en) (1685)
- le Parlement de convention (1689)

## Liste des conclaves auXVIIesiècle
- Conclave de mars 1605, qui aboutit au choix du nouveau pape Léon XI.
- Conclave de mai 1605, qui aboutit au choix du nouveau pape Paul V
- Conclave de 1621, qui aboutit au choix du nouveau pape Grégoire XV.
- Conclave de 1623, qui aboutit au choix du nouveau pape Urbain VIII.
- Conclave de 1644, qui aboutit au choix du nouveau pape Innocent X.
- Conclave de 1655, qui aboutit au choix du nouveau pape Alexandre VII.
- Conclave de 1667, qui aboutit au choix du nouveau pape Clément IX.
- 1669, 19 juin : Michał Wiśniowiecki est élu roi de Pologne.
- Conclave de 1669-1670, qui aboutit au choix du nouveau pape Clément X.
- Conclave de 1676, qui aboutit au choix du nouveau pape Innocent XI.
- Conclave de 1689, qui aboutit au choix du nouveau pape Alexandre VIII.
- Conclave de 1691, qui aboutit au choix du nouveau pape Innocent XII.
- Conclave de 1700, qui aboutit au choix du nouveau pape Clément XI.